# Lwówek
Lwówek là một thị trấn thuộc huyện Nowotomyski, tỉnh Wielkopolskie ở trung-tây Ba Lan. Thị trấn có diện tích 3 km². Đến ngày 1 tháng 1 năm 2011, dân số của thị trấn là 2961 người và mật độ 937 người/km².